# Gilbert Koomson
Gilbert Koomson, né le 9 septembre 1994 à Accra, est un footballeur international ghanéen. Il évolue au poste d'ailier au FK Bodø/Glimt.

## Carrière

### En équipe nationale
Gilbert Koomson est appelé pour la première fois en équipe du Ghana en octobre 2016, et dispute son premier match le 11 octobre 2016 lors d'un match amical contre l'Afrique du Sud (score : 1-1).

## Statistiques
| Saison                | Club                   | Championnat           | Championnat | Championnat | Coupe(s) nationale(s) | Coupe(s) nationale(s) | Ghana | Ghana | Total | Total |
| Saison                | Club                   | Division              | M.          | B.          | M.                    | B.                    | M.    | B.    | M.    | B.    |
| 2013                  | Samut Songkhram (prêt) | Premier League        | 12          | 6           | 0                     | 0                     | -     | -     | 12    | 6     |
| 2013                  | Sogndal Fotball (prêt) | Tippeligaen           | 7           | 0           | 0                     | 0                     | -     | -     | 7     | 0     |
| Sous-total            | Sous-total             | Sous-total            | 19          | 6           | 0                     | 0                     | -     | -     | 19    | 6     |
| 2014                  | BEC Tero Sasana        | Premier League        | 26          | 6           | 0                     | 0                     | -     | -     | 26    | 6     |
| 2015                  | BEC Tero Sasana        | Premier League        | 20          | 1           | 0                     | 0                     | -     | -     | 20    | 1     |
| Sous-total            | Sous-total             | Sous-total            | 46          | 7           | 0                     | 0                     | -     | -     | 46    | 7     |
| 2016                  | Sogndal Fotball        | Tippeligaen           | 24          | 3           | 1                     | 0                     | 1     | 0     | 26    | 3     |
| Sous-total            | Sous-total             | Sous-total            | 24          | 3           | 1                     | 0                     | 1     | 0     | 26    | 3     |
| Total sur la carrière | Total sur la carrière  | Total sur la carrière | 0           | 0           | 0                     | 0                     | 0     | 0     | 0     | 0     |